# Blue Strips
Blue Strips è un singolo della cantante statunitense Jessie Murph, pubblicato l'11 aprile 2025 come estratto dal secondo album in studio Sex Hysteria.

## Tracce
Testi e musiche di Jessie Murph, Daniel Tannenbaum, Laura Veltz, Sergiu Gherman e Tyler Mehlenbacher.
Download digitale, streaming
1. Blue Strips – 2:27

Download digitale, streaming – remix
1. Blue Strips (con Sexyy Red) (Remix) – 2:13
2. Blue Strips – 2:27

## Formazione
- Jessie Murph – voce
- Daniel Tannenbaum – cori, pianoforte
- Bekon – produzione, programmazione
- Sergiu Gherman – produzione, programmazione, missaggio
- Daniel Tannenbaum – sintetizzatore
- Tyler Mehlenbacher – programmazione
- Tyler Reese – produzione
- Dale Becker – mastering
- Matt Anthony – registrazione

## Classifiche
| Classifica (2025) | Posizione massima |
| ----------------- | ----------------- |
| Australia         | 17                |
| Canada            | 11                |
| Irlanda           | 63                |
| Norvegia          | 91                |
| Nuova Zelanda     | 15                |
| Stati Uniti       | 15                |